# Министерство здравоохранения Италии
Министерство здравоохранения Италии — орган государственного управления Италии, осуществляющий координацию национальной системы здравоохранения, ветеринарии и безопасности пищевых продуктов, сотрудничает с ВОЗ.

## Подведомственные организации
- Национальная комиссия по борьбе со СПИДом;
- Комиссия по мониторингу и борьбе с допингом и здравоохранению в спорте;
- Консультативная комиссия по биоцидам;
- Межведомственная комиссия по биотехнологиям;
- Национальный центр по профилактике и контролю заболеваний;
- Рабочая группа по медико-санитарным мероприятиям и реабилитации инвалидов;
- Национальная комиссия по непрерывному медицинскому образованию;
- Комитет проверки государственных инвестиций в здравоохранение;
- Комитет равных возможностей;
- Национальная обсерватория;
- Комиссия по целесообразности рецептов;
- Национальная комиссия по установлению и поддержанию необходимого уровня обслуживания;
- Рабочая группа для реализации программы «Курс на оздоровление»;
- Национальная комиссия по исследованиям в области здравоохранения;
- Техническая рабочая группа — в научной области биомедицинских исследований;
- Комиссия по защите сельскохозяйственных животных и убою;
- Национальный комитет по продовольственной безопасности;
- Одноместная комиссия диетологии и питания;
- Консультативная комиссия средств защиты растений;
- Консультативной комиссии по лицензированию медицинской рекламы.